# Gina Coello
Gina Coello (sinh ngày 2 tháng 10 năm 1962) là một vận động viên chạy đường dài của người Honduras. Bà đã tham gia cuộc thi marathon nữ tại Thế vận hội Mùa hè 2000.